# 住吉車站 (熊本縣)
住吉車站（日语：／ Sumiyoshi eki */?）是日本九州旅客鐵道三角線的其中一個火車站，位於熊本縣宇土市住吉町。
在JR所發行的車票或定期車票上，是以「(三) 住吉」的方式代表本站，其中「三」字代表三角線，主要是為了與同屬JR系統、位在兵庫縣神戶市的住吉車站（JR西日本東海道線）做出區隔。

## 歷史
本站是自九州鐵道開通三角線以來就存在的車站。

### 年表
- 1899年（明治32年）12月25日：九州鐵道（初代）設置本站。
- 1907年（明治40年）7月1日：九州鉄道（初代）國有化，本站收為國有，改由帝國鐵道廳管理。
- 1961年（昭和36年）10月1日： 貨運服務結束。
- 1973年（昭和48年）10月16日：改制為業務委託站。
- 1984年（昭和59年）2月1日：行包服務結束。
- 1986年（昭和61年）11月1日：改制為無人站。
- 1987年（昭和62年）4月1日：因為國鐵分割民營化，本站由JR九州繼承。
- 2007年（平成19年）2月：站內平交道的警報器更新完成。
- 2015年（平成27年）3月14日：在時刻表改正的同時新設了月台編號（第1、2月台）。

## 車站構造
對向式月台2面2線的地面車站。各月台以站內平交道聯絡。
原有木造站舍因颱風遭吹倒，後被撤除。
往熊本方面的月台上設有自動售票機，若在繁忙時期，也會額外派遣站員。月台可以容納最多8輛編成的列車。

### 月台配置
| 月台 | 路線        | 方向 | 目的地         | 備註      |
| ---- | ----------- | ---- | -------------- | --------- |
| 1    | ■天草三角線 | 下行 | 三角方向       | ※站舍蹟側 |
| 2    | ■天草三角線 | 上行 | 宇土、熊本方向 | ※國道口側 |

## 相鄰車站
九州旅客鐵道
天草三角線（三角線）
綠川－住吉－肥後長濱

## 外部連結
- JR九州 – 住吉車站 （页面存档备份，存于）（日語）

32°42′07″N 130°35′52″E / 32.70207222°N 130.5978528°E
1. ↑  『週刊 JR全駅・全車両基地』 33号 熊本駅・嘉例川駅・大畑駅ほか、朝日新聞出版〈週刊朝日百科〉、2013年3月31日、25頁。
2. ↑  曽根悟（監修）「肥薩線・吉都線・三角線」『週刊 歴史でめぐる鉄道全路線 国鉄・JR』第2号、朝日新聞出版、2009年7月19日、25頁。